# Шапкино (Старорусський район)
Шапкино (рос. Шапкино) — присілок в Старорусському районі Новгородської області Російської Федерації.
Населення становить 16 осіб. Входить до складу муніципального утворення Медниковське сільське поселення.

## Історія
Від 2004 року входить до складу муніципального утворення Медниковське сільське поселення.

## Населення
| 2010 |
| ---- |
| 16   |